# Раунд-Лейк-Гайтс (Іллінойс)
Раунд-Лейк-Гайтс (англ. Round Lake Heights) — селище (англ. village) в США, в окрузі Лейк штату Іллінойс. Населення — 2622 особи (2020).

## Географія
Раунд-Лейк-Гайтс розташований за координатами 42°23′5″ пн. ш. 88°6′21″ зх. д. / 42.38472° пн. ш. 88.10583° зх. д. (42.384610, -88.105897).  За даними Бюро перепису населення США в 2010 році селище мало площу 1,56 км², з яких 1,46 км² — суходіл та 0,10 км² — водойми.

## Демографія
Згідно з переписом 2010 року, у селищі мешкало 2676 осіб у 741 домогосподарстві у складі 630 родин. Густота населення становила 1715 осіб/км².  Було 783 помешкання (502/км²).
Расовий склад населення:
| - 68,0 % — білих - 5,8 % — азіатів - 5,1 % — чорних або афроамериканців - 0,7 % — корінних американців - 16,5 % — осіб інших рас |

До двох чи більше рас належало 3,8 %. Частка іспаномовних становила 36,0 % від усіх жителів.
За віковим діапазоном населення розподілялося таким чином: 35,1 % — особи молодші 18 років, 60,7 % — особи у віці 18—64 років, 4,2 % — особи у віці 65 років та старші. Медіана віку мешканця становила 29,8 року. На 100 осіб жіночої статі у селищі припадало 99,7 чоловіків;  на 100 жінок у віці від 18 років та старших — 98,5 чоловіків також старших 18 років.
Середній дохід на одне домашнє господарство  становив 73 709 доларів США (медіана — 60 403), а середній дохід на одну сім'ю — 77 942 долари (медіана — 67 273). Медіана доходів становила 45 568 доларів для чоловіків та 33 879 доларів для жінок. За межею бідності перебувало 16,4 % осіб, у тому числі 25,2 % дітей у віці до 18 років та 0,0 % осіб у віці 65 років та старших.
Цивільне працевлаштоване населення становило 1357 осіб. Основні галузі зайнятості: освіта, охорона здоров'я та соціальна допомога — 18,0 %, роздрібна торгівля — 17,3 %, виробництво — 16,1 %.